# Cuilcagh
Cuilcagh (en irlandais : Binn Chuilceach, « pic crayeux ») est une montagne située à la frontière entre le comté de Fermanagh en Irlande du Nord et le comté de Cavan en Irlande.

## Toponymie
Le nom Cuilcagh vient de l'irlandais Cuilceach, qui a été traduit par « crayeux ». Cependant, la montagne est principalement constituée de grès et de schiste, recouverte de tourbe et de bruyère. « Il est possible que le nom fasse référence à la roche calcaire des bas flancs nord. Ici, un certain nombre de ruisseaux disparaissent sous terre dans des dolines nommées Cats Hole, Pollawaddy, Pollasumera et Polliniska, qui font toutes partie du réseau des grottes Marble Arch. En fait, Cuilceach signifierait « calcaire » plutôt que « crayeux » ».
La montagne s’appelle Slieve Cuilcagh en anglais, Slieve étant une anglicisation de Sliabh (« montagne »).

## Géographie

### Situation, topographie
Avec une altitude de 665 m, il s'agit du sommet le plus élevé des montagnes de Breifne, ainsi que des comtés de Cavan et de Fermanagh. Il s’agit également du 170e sommet de l’île d’Irlande et du seul point culminant de comté transfrontalier entre l'Irlande et le Royaume-Uni.

### Hydrographie
L'eau du versant sud coule sous terre pour émerger à des kilomètres de là au Shannon Pot, la source du fleuve Shannon.

### Flore et faune
Cuilcagh possède l'une des plus grandes étendues de tourbière en Irlande du Nord, dans un paysage de hautes terres relativement élevé, limité par des prairies calcaires au nord et des habitats montagneux au sud. La tourbière présente un large éventail de végétation caractéristique de mousses luxuriantes Sphagnum, mais sur la plupart des sites, des arbustes nains et des espèces herbacées à graminées dominent.
La région de Cuilcagh abrite de nombreux insectes de montagne et constitue l'un des sites les plus importants d'Irlande pour ces espèces. Les espèces répertoriées comprennent les dendroctones Agabus melanarius, Agabus arcticus, Dytiscus lapponicus, Stictotarsus multilineatus, Hydroporus longicornis et Hydroporus morio, Glaenocorisa propinqua et Callicorixa wollastoni. Le Lough Atona est le site principal pour ces espèces.

## Histoire
Dans la Plantation of Ulster de 1609, Cuilcagh faisait partie des terres concédées à John Sandford de Castle Doe par lettres patentes en date du 7 juillet 1613 (Pat. 11 James I - LXXI - 38, Quilkagh). Il fut ensuite vendu par Sandford à l'oncle de sa femme Toby Caulfeild, 1er baron Caulfeild, maître de l'ordre et de Caulfield qui confirma la vente par lettres patentes du 12 juillet 1620 (Pat. 19 James I. XI. 45, Quilkagh).

## Protection environnementale
Le parc de la montagne Cuilcagh a été inauguré par le conseil de district de Fermanagh en 1998.

### Site Ramsar
Le site Ramsar de Cuilcagh (zones humides d’importance internationale désignées en vertu de la convention de Ramsar) a une superficie de 2 744,45 hectares. Il a été désigné le 31 décembre 1998. Il est qualifié au titre du critère 1 de la convention de Ramsar car il s'agit d'un exemple vaste et relativement intact de tourbière et de l'un des meilleurs exemples de cet habitat au Royaume-Uni. Il contient également un exemple de relativement haute altitude d'un lac oligotrophe, le Lough Atona. Le site est également qualifié selon le critère 2, car il abrite un grand nombre d'espèces rares, vulnérables ou menacées. Il s’agit de l’un des plus importants sites de reproduction des hautes terres d’Irlande du Nord pour le pluvier doré eurasien, une espèce du livre rouge irlandais. Le faucon émerillon, également une espèce du livre rouge irlandais, est également présent sur le site. La tourbière est aussi un lieu d'alimentation pour les oies rieuses.

### Géoparc

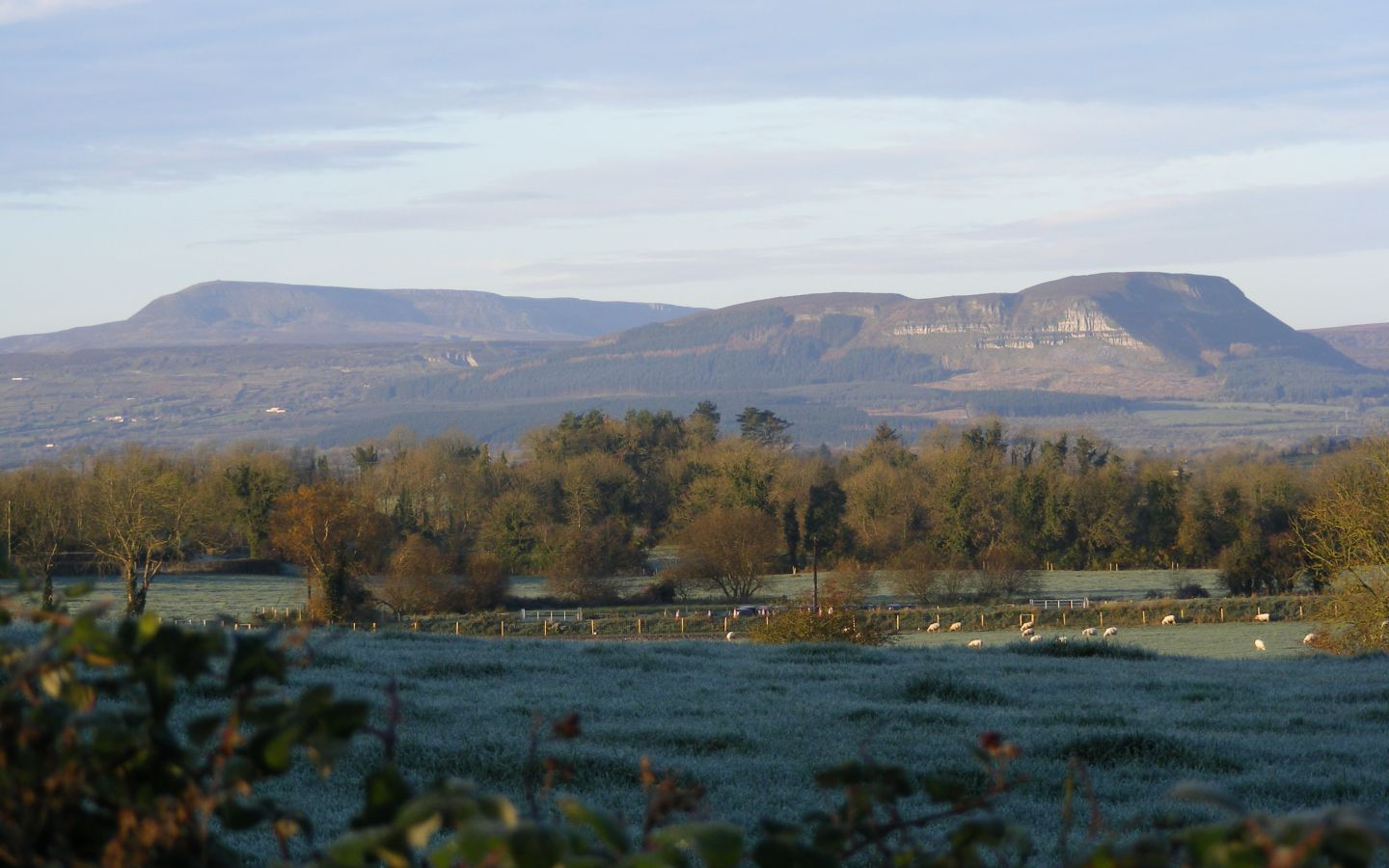
La montagne Benaughlin vue de South Fermanagh, en novembre 2007. Cuilcagh est visible en haut à gauche.

En 2001, le parc de la montagne Cuilcagh a été associé à une attraction touristique populaire, les grottes Marble Arch et la réserve naturelle de Cladagh Glen, pour constituer l’un des premiers géoparcs européens reconnus par l'UNESCO. 
Il est devenu un géoparc mondial en 2004. En septembre 2008, le géoparc mondial des grottes Marble Arch a été étendu au comté de Cavan, devenant ainsi le premier géoparc transfrontalier transnational au monde.
Le géoparc est protégé et géré par le conseil du district de Fermanagh, par l'intermédiaire du personnel du centre d'accueil touristique des grottes Marble Arch.